# Eleutherodactylus brevirostris
Eleutherodactylus brevirostris es una especie de anfibio anuro de la familia Eleutherodactylidae.

## Distribución geográfica
Esta especie es endémica de Haití. Habita entre los 575 y 2375 m de altitud en el Macizo de la Hotte.

## Descripción
Las hembras miden hasta 28 mm.

## Publicación original
- Shreve, 1936 : A new Anolis and new Amphibia from Haiti. Proceedings of the New England Zoological Club, vol. 15, p. 93-99.[5]